# Watertoren (Leerdam 1929)
De derde watertoren in de Nederlandse stad Leerdam is ontworpen door bouwbedrijf Visser & Smit en is gebouwd in 1929. Deze toren heeft een hoogte van 50,25 meter en een waterreservoir van 500 m³. Sinds mei 2009 is hij niet meer in gebruik.

Begin 2012 werd de watertoren in opdracht van eigenaar Oasen middels een beperkte inschrijving verkocht door erfgoedmakelaar De Landerije. In het plan zou de toren gesloopt worden om huizenbouw mogelijk te maken. Dit riep bezwaren op bij onder andere de gemeente Leerdam. De gemeente weigerde een vergunning voor de woningbouw af te geven waardoor de sloop van de toren zinloos werd. De gemeenteraad nam tevens een motie aan om de watertoren tot monument te verklaren. De aankoop werd toebedeeld aan een tweede koper die, na uitgebreid overleg met omwonenden, nieuwe woningen realiseerde op de voormalige reinwaterkelders. De toren werd doorverkocht en bewoond door een particuliere koper.

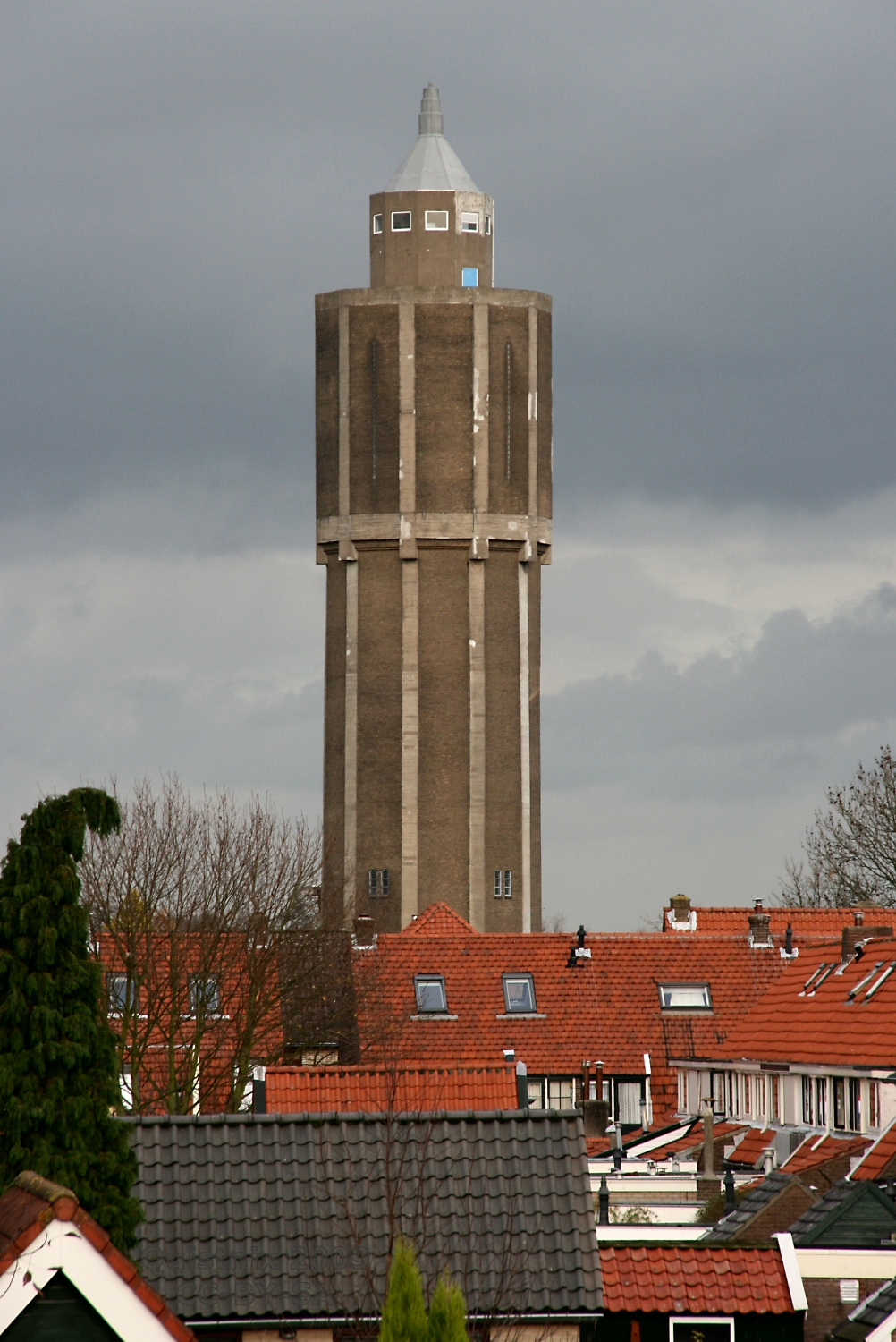
Gezicht op de toren vanuit de stad